# Zoborožec rýhozobý
Zoborožec rýhozobý (Penelopides panini) je druh srostloprstého ptáka, který se vyskytuje pouze na Filipínách. Patří tak mezi endemické druhy tohoto asijského souostroví.
Žije konkrétně na ostrovech Negros, Palav, Masbate, Panaj, Sicogon, Pan de Azucar či Guimarasa, a to v tamních tropických deštných lesích. V současnosti patří k nejohroženějším druhům zoborožců, neboť je na toto prostředí silně vázán. Na Filipínách přitom deštné lesy mizí velmi rychle. Ohrožen je i nelegálním lovem.
Dosahuje délky až 45 cm a váhy necelého půl kilogramu.
Živí se plody, případně také bezobratlými. Těmi hlavně krmí mláďata.
Hnízdní dutinu umisťují ve výšce mezi 2 a 20 metry, nejčastěji však kolem 11 metrů nad zemí.
Vyznačuje se pohlavním dimorfismem, tedy dvojtvárností, kdy samec a samice mají jiný vzhled. Zatímco samice jsou nenápadné (celé černé), samci vynikají bílou barvou na hlavě i spodní části těla. Křídla i konec ocasu však také černé. Samci jsou zároveň větší jak samice. Pro obě pohlaví je typický rezavý kostřec.
Rozmnožuje se od března do dubna, vytváří monogamní páry. Klade 2 až 3 vejce, z nichž se klubou mláďata po inkubaci o délce 30 až 35 dní.
Vyskytuje se ve dvou poddruzích:
- Penelopides panini panini
- Penelopides panini ticaensis

## Chov v zoo
Patří mezi velmi vzácně chované druhy. V rámci Evropy je chován pouze ve 20 zoo (stav červen 2019). Ve všech případech se jedná o poddruh Penelopides panini panini. Největší zastoupení má přitom v zoo ve Spojeném království. Chovají jej také tři české zoo:
- Zoo Liberec
- Zoo Plzeň
- Zoo Praha

Na Slovensku tento druh chová od roku 2021 Zoo Košice.

### Chov v Zoo Praha
Do Zoo Praha byli první jedinci tohoto druhu dovezeni v roce 2012. První mládě se narodilo v roce 2015. První úspěšný odchov pak byl zaznamenán v roce 2017 (samec). Jednalo se o prvoodchov nejen v rámci Zoo Praha, ale také v rámci všech českých zoo. V průběhu roku 2018 byly odchovány dvě samice. Na konci roku 2018 byli chováni dva samci a čtyři samice. Úspěšné odchovy následovaly i v letech 2019 a 2020. V roce 2020 se mláďata poprvé narodila také druhému chovnému páru (dvě samice).